# Lynyrd Skynyrd 1991
Lynyrd Skynyrd 1991 je šesti studijski album sastava Lynyrd Skynyrd, a prvi album nove postave sastava koja je zamijenila poginule članove sastava.

## Popis pjesama

### Prva strana
1. "Smokestack Lightning" - 4:28
2. "Keeping the Faith" - 5:18
3. "Southern Women" - 4:16
4. "Pure & Simple" - 3:09
5. "I've Seen Enough" - 4:22
6. "Backstreet Crawler" - 5:31

### Druga strana
1. "Good Thing" - 5:28
2. "Money Man" - 3:46
3. "It's a Killer" - 3:54
4. "Mama (Afraid to Say Goodbye)" - 6:44
5. "End of the Road" - 4:34

## Osoblje
Lynyrd Skynyrd
- Johnny Van Zant - vokali
- Gary Rossington - gitara
- Ed King - gitara
- Randall Hall - gitara
- Leon Wilkeson - bas-gitara
- Billy Powell - klavijature, klavir
- Artimus Pyle - bubnjevi, udaraljke
- Kurt Custer - bubnjevi

Dodatni glazbenici
- Dale Krantz Rossington - prateći vokali
- Stephanie Bolton - prateći vokali
- Susan Marshall - prateći vokali